# 芸能プロフィール刑事
『芸能プロフィール刑事』（げいのうプロフィールでか）は、2005年4月12日から同年9月27日までフジテレビジョンで毎週火曜25:28 - 25:58（JST）に放送されていたバラエティ番組である。

## 番組概要
毎週一人の女性アイドルが登場し、そのアイドルのプロフィールから真偽を探る。司会のビビる大木警部の決め言葉はアイドル達の全貌を暴くという意味から、いつも「真っ裸（まっぱ）にしてやる！」という言葉でもある。

## 出演者
- ビビる大木
- 眞鍋かをり（番組企画書提出人）
- 斉藤舞子アナウンサー（客に紛れる秘書）
- 志賀貢
- 安斎勝洋

## ゲスト
- 4月12日　安めぐみ
- 4月19日　森下千里
- 4月26日　杏さゆり
- 5月3日 　 原史奈
- 5月10日　磯山さやか
- 5月17日　大城美和
- 5月24日　くまきりあさ美
- 5月31日　山本梓
- 6月7日　 小倉優子
- 6月14日　和希沙也
- 6月21日　ほしのあき
- 6月28日　根本はるみ
- 7月5日　 浜田翔子
- 7月12日　総集編
- 7月19日　中川翔子
- 7月26日　佐藤寛子
- 8月2日　 大沢あかね
- 8月9日　 東原亜希
- 8月16日　小阪由佳
- 8月23日　小林恵美
- 8月30日　石井めぐる
- 9月6日　 愛川ゆず季
- 9月13日　眞鍋かをりドッキリ企画
- 9月20日　総集編

## スペシャル
- 放送終了後の2005年9月27日には「リターンズスペシャル」と題して特別番組（総集編）が放送された。

## スタッフ
- 企画：立松嗣章（フジテレビ）
- 技術：ニューテレス（スタジオ）、ウイウイスタヂオ（ロケ）、イマジカ（編集・MA）
- 音効：松下俊彦
- プロデュース：工藤浩之（ケイマックス）、渋谷謙太郎（フジテレビ）
- 演出：飯山直樹（ケイマックス）
- 制作協力：ケイマックス
- 制作著作：フジテレビ